# Románia az 1988. évi téli olimpiai játékokon
Románia a kanadai Calgaryban megrendezett 1988. évi téli olimpiai játékok egyik részt vevő nemzete volt. Az országot az olimpián 4 sportágban 11 sportoló képviselte, akik érmet nem szereztek.

## Alpesisí
Női
| Versenyző    | Versenyszám            | 1. futam      | 1. futam      | 2. futam      | 2. futam      | Összesítés    | Összesítés    |
| Versenyző    | Versenyszám            | Idő           | Hely.         | Idő           | Hely.         | Idő           | Helyezés      |
| ------------ | ---------------------- | ------------- | ------------- | ------------- | ------------- | ------------- | ------------- |
| Mihaela Fera | Lesiklás               |               |               |               |               | nem ért célba | nem ért célba |
| Mihaela Fera | Műlesiklás             | 58,35         | 33.           | nem ért célba | nem ért célba | kiesett       | kiesett       |
| Mihaela Fera | Óriás-műlesiklás       | nem ért célba | nem ért célba | kiesett       | kiesett       | kiesett       | kiesett       |
| Mihaela Fera | Szuperóriás-műlesiklás |               |               |               |               | 1:25,55       | 34.           |

| Versenyző    | Versenyszám | Lesiklás | Lesiklás | Lesiklás | Műlesiklás | Műlesiklás | Műlesiklás | Műlesiklás | Műlesiklás | Műlesiklás | Műlesiklás | Összesítés | Összesítés |
| Versenyző    | Versenyszám | Lesiklás | Lesiklás | Lesiklás | 1. futam   | 1. futam   | 2. futam   | 2. futam   | Össz.      | Össz.      | Össz.      | Összesítés | Összesítés |
| Versenyző    | Versenyszám | Idő      | Pont     | Hely.    | Idő        | Hely.      | Idő        | Hely.      | Idő        | Pont       | Hely.      | Pont       | Helyezés   |
| ------------ | ----------- | -------- | -------- | -------- | ---------- | ---------- | ---------- | ---------- | ---------- | ---------- | ---------- | ---------- | ---------- |
| Mihaela Fera | Összetett   | 1:19,82  | 51,85    | 20.      | 45,17      | 22.        | 46,37      | 20.        | 1:31,54    | 89,90      | 22.        | 141,75     | 21.        |

## Bob
| Versenyző                                                         | Versenyszám | 1. futam | 1. futam | 2. futam | 2. futam | 3. futam | 3. futam | 4. futam | 4. futam | Összesítés | Összesítés |
| Versenyző                                                         | Versenyszám | Idő      | Hely.    | Idő      | Hely.    | Idő      | Hely.    | Idő      | Hely.    | Idő        | Helyezés   |
| ----------------------------------------------------------------- | ----------- | -------- | -------- | -------- | -------- | -------- | -------- | -------- | -------- | ---------- | ---------- |
| Nagy Lakatos Csaba Costel Petrariu                                | Kettes      | 58,83    | 23.      | 1:00,82  | 28.      | 1:01,75  | 28.      | 1:00,62  | 25.      | 4:02,02    | 24.        |
| Dorin Degan Grigore Anghel                                        | Kettes      | 58,85    | 24.      | 1:01,00  | 33.      | 1:01,81  | 29.      | 1:01,14  | 28.      | 4:02,80    | 27.        |
| Nagy Lakatos Csaba Grigore Anghel Florian Olteanu Costel Petrariu | Négyes      | 57,41    | 18.      | 58,49    | 19.*     | 57,64    | 21.      | 58,35    | 19.      | 3:51,89    | 20.        |

* - egy másik csapattal azonos eredményt ért el

## Sífutás
Női
| Versenyző                                                                 | Versenyszám    | Eredmény      | Helyezés      |
| ------------------------------------------------------------------------- | -------------- | ------------- | ------------- |
| Mihaela Cârstoi                                                           | 5 km           | 18:21,6       | 51.           |
| Mihaela Cârstoi                                                           | 20 km          | 1:06:59,5     | 48.           |
| Rodica Drăguş                                                             | 10 km          | 33:51,4       | 39.           |
| Rodica Drăguş                                                             | 20 km          | 1:03:06,0     | 39.           |
| Ileana Ianoşiu-Hangan                                                     | 5 km           | nem ért célba | nem ért célba |
| Adina Ţuţulan-Şotropa                                                     | 10 km          | 35:31,1       | 47.           |
| Adina Ţuţulan-Şotropa                                                     | 20 km          | 1:05:48,6     | 46.           |
| Ileana Hangan-Ianoşiu Mihaela Cârstoi Adina Ţuţulan-Şotropa Rodica Drăguş | 4 × 5 km váltó | 1:10:59,9     | 12.           |

## Szánkó
| Versenyző   | Versenyszám | 1. futam | 1. futam | 2. futam | 2. futam | 3. futam | 3. futam | 4. futam | 4. futam | Összesítés | Összesítés |
| Versenyző   | Versenyszám | Idő      | Hely.    | Idő      | Hely.    | Idő      | Hely.    | Idő      | Hely.    | Idő        | Helyezés   |
| ----------- | ----------- | -------- | -------- | -------- | -------- | -------- | -------- | -------- | -------- | ---------- | ---------- |
| Livia Pelin | Női egyes   | 47,204   | 17.      | 47,541   | 17.      | 47,601   | 16.      | 47,305   | 17.      | 3:09,651   | 17.        |